# Nijlmus
De Nijlmus (Passer shelleyi) is een zangvogel uit de familie van mussen (Passeridae).

## Verspreiding en leefgebied
Deze soort komt voor in zuidelijk Soedan, zuidelijk Ethiopië, noordelijk Oeganda, noordwestelijk Kenia en noordwestelijk Somalië.